# Aplastodiscus musicus
Az Aplastodiscus musicus a kétéltűek (Amphibia) osztályának békák (Anura) rendjébe és a levelibéka-félék (Hylidae) családjába tartozó faj. A faj 12 további fajjal együtt csak mostanában, a Hylidae család felülvizsgálatakor került a Hyla nemből az Aplastodiscus nembe.

## Előfordulása
A faj Brazília endemikus faja, az országon belül Rio de Janeiro államban honos. Természetes élőhelye a trópusi vagy szubtrópusi nedves hegyvidéki erdők, folyók. A fajra élőhelyének elvesztése jelent fenyegetést.